# José Luis García del Pozo
José Luis García del Pozo, noto come Recio (Malaga, 11 gennaio 1991), è un calciatore spagnolo, centrocampista svincolato.